# Eusébio Scheid
Eusébio Oscar Scheid, född 8 december 1932 i Luzerna, död 13 januari 2021 i São José dos Campos, var en brasiliansk kardinal och ärkebiskop. Han var ärkebiskop av São Sebastião do Rio de Janeiro från 2001 till 2009 och kardinal från 2003.

## Biografi
Eusébio Scheid var son till Alberto Reinaldo Scheid och Rosália Joana Scheid. Han studerade vid Jesu heliga hjärtas prästers seminarium i Corupá. Därefter studerade han vid Påvliga universitetet Gregoriana i Rom, där han blev doktor i teologi. Scheid prästvigdes av biskopen av Guaxupé, Inácio João Dal Monte, den 3 juli 1960.
I februari 1981 utnämndes Scheid till biskop av São José dos Campos och vigdes den 1 maj samma år av ärkebiskop Carmine Rocco. År 1991 blev han ärkebiskop av Florianópolis och tio år senare, år 2001, ärkebiskop av São Sebastião do Rio de Janeiro.
Den 21 oktober 2003 upphöjde påve Johannes Paulus II Scheid till kardinalpräst med Santi Bonifacio e Alessio som titelkyrka. Scheid deltog i konklaven 2005, vilken valde Benedikt XVI till ny påve.
Kardinal Scheid avled i sviterna av covid-19.

## Bilder

Kardinal Scheids titelkyrka
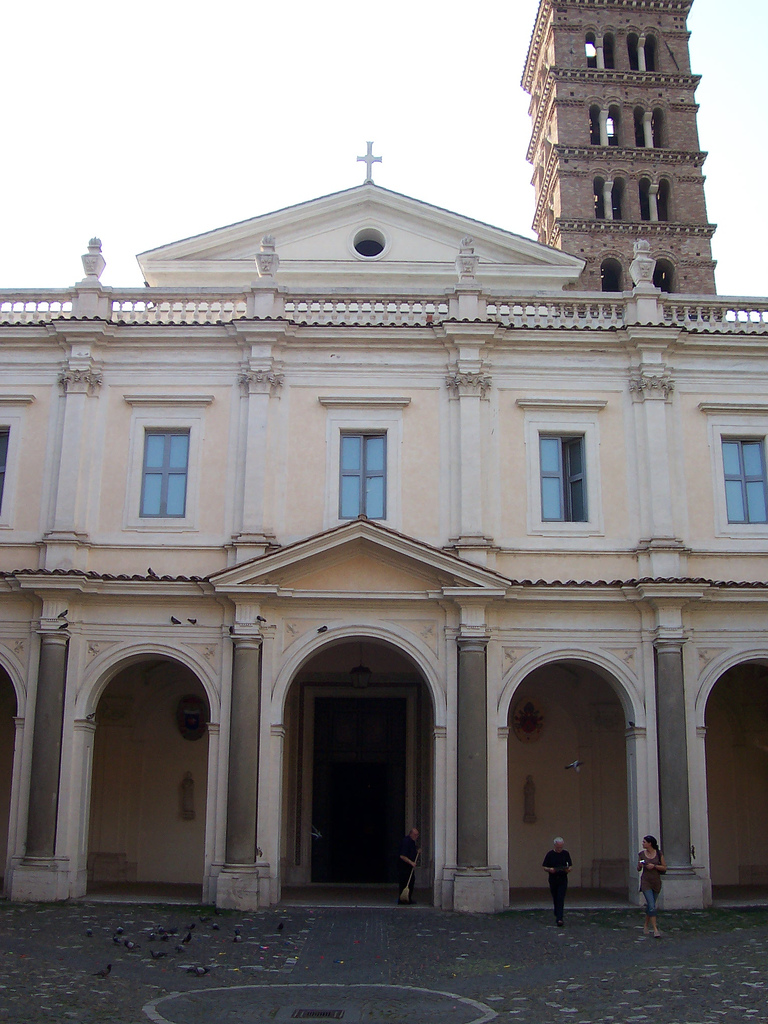
Santi Bonifacio e Alessio.